# 拉讷帕克斯
拉讷帕克斯（法語：Lannepax，法語發音：[lanpaks]）是法国热尔省的一个市镇，属于孔东区。

## 地名
该地名“Lannepax”发音为[lanpaks]，字母“x”发音，《世界地名翻译大辞典》与《世界地名译名词典》将其误译作“拉讷帕”。

## 地理
拉讷帕克斯（43°48'1"N, 0°13'40"E）面积30.84 平方千米，位于法国奧克西塔尼大區热尔省，该省份为法国西南部内陆省份，北起顺时针与洛特-加龙省、塔恩-加龙省、上加龙省、上比利牛斯省、大西洋比利牛斯省和朗德省接壤。
与拉讷帕克斯接壤的市镇（或旧市镇、城区）包括：库朗桑、代米、埃欧兹、瑞斯蒂扬、穆雷德、拉穆藏、维克弗藏萨克。
拉讷帕克斯的时区为UTC+01:00、UTC+02:00（夏令时）。

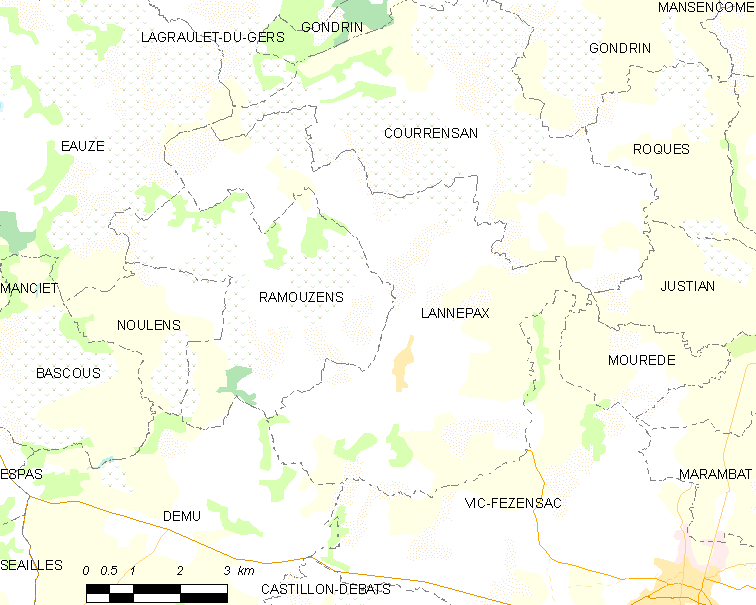
拉讷帕克斯的OSM定位图

## 行政
拉讷帕克斯的邮政编码为32190，INSEE市镇编码为32190。

## 政治
拉讷帕克斯所属的省级选区为弗藏萨克县。

## 人口

1962-2008年间拉讷帕克斯人口变化图示

拉讷帕克斯于2022年1月1日时的人口数量为532人。